# Meranoplus leveillei
Meranoplus leveillei är en myrart som beskrevs av Carlo Emery 1883. Meranoplus leveillei ingår i släktet Meranoplus och familjen myror. Inga underarter finns listade i Catalogue of Life.